# حي العليليات
حي العليليات هو أحد الأحياء الشعبية في مدينة حماة، يقع وسط المدينة بجانب مركزها (ساحة العاصي) يوجد فيه جامع النور و مدرسة نسيبة المازنية (للمرحلة الابتدائية) و يحده حي الفراية، حي الصابونية، حي الشريعة، حي العدية ..
يطل على شارع العلمين و القصر العدلي وعلى المركز الطبي ..
كان من أوائل الأحياء التي خرجت ضد النظام في بداية الثورة السورية و قدّم الكثير من شبابه في سبيل الحرية ..